# 포울 슐뤼테르
포울 홀름스코우 슐뤼테르(덴마크어: Poul Holmskov Schlüter, 1929년 4월 3일~2021년 5월 27일)는 덴마크의 정치인으로 제46대 덴마크의 총리(1982~1993)를 지냈다.  그는 1901년 이래 직무를 보유하는 데 첫 보수주의자이자, 총리로 취임한 최초의 보수인민당원이었다.  슐뤼테르는 1964년부터 1994년까지 보수인민당 소속 덴마크 의회 의원이었다.  그는 1974년부터 1977년까지, 그리고 1981년부터 1993년까지 보수인민당의 의장이기도 하였다.

## 어린 시절
유틀란드 남부의 퇴네르에서 태어난 슐뤼테르는 1957년 법학 학위와 함께 코펜하겐 대학교를 졸업하고, 1960년 법정에 가입하였다.

## 정치 경력

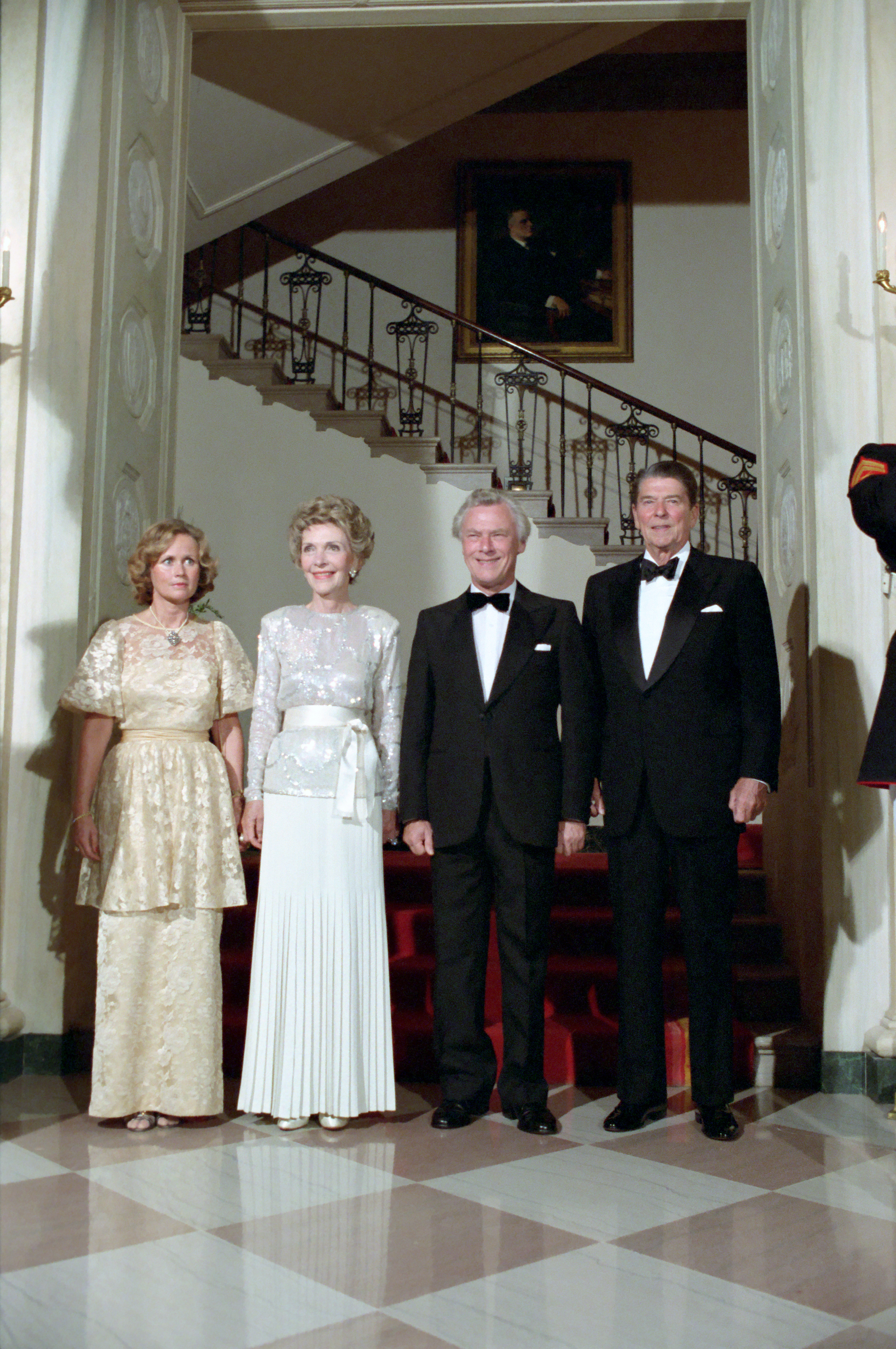
로널드 레이건 부부와 함께 한 슐뤼테르와 당시 배우자 리스베트 여사 (1985년 9월 10일)

1964년 슐뤼테르는 보수인민당 소속 덴마크 의회 의원으로 선출되었다.  그는 1974년 에리크 닌한센을 꺾고 보수당의 당수로 선출되었다.  1977년 자신이 직위를 잃었어도 그는 2년 후에 그 직위를 다시 얻었다.
1982년 앙케르 예르겐센 총리가 사임하는 데 강요된 후, 슐뤼테르는 4당 연정과 함께 뭉치고 그의 후임자로 임명되었다.  총리로서 자신의 시간 동안 그는 1984년 "올해의 북유럽 정치인"으로 선정되었다.  그는 그후에 다수의 국내와 국제적 상과 메달들이 부여되었다.
이전적으로 그는 1971년부터 1974년까지 유럽 의회의 의원을 지냈고, 북유럽 이사회의 덴마크 대표단을 이끌어 1978년과 1979년 상임 간부회의 의원을 지냈다.  그는 덴마크 의회로부터 자신이 잘못 정보를 발견한 조사가 있던 후에 1993년 총리로서 퇴임하였다.  사건은 타밀족 난민들로부터 망명 요청들을 연루하면서 "타밀사겐" (덴마크어: Tamilsagen, 타밀 사건)으로 알려졌다.
1993년 슐뤼테르가 사임했을 때 그는 보수당의 헤닝 뒤레모세가 차지할 수 있을 때까지 좌파당의 우페 엘레만 옌센을 임시 대행 총리로 임명하는 데 시도하였다.  시도는 왕립 내각 서기 닐스 에일쇼우 홀름이 기동이 비헌법적이었다고 숙고하면서 중단되었다.  대신 사회민주당의 포울 뉘루프 라스무센이 "여왕의 순회"에 이어 총리로 임명되었다.
1989년 7월 21일 아직도 총리였던 동안 그는 덴마크의 발레 댄서 안네 마리 베셀에게 결혼하였다.
1993년 총리로서 자신의 퇴임에 이어 슐뤼테르는 1994년부터 1999년까지 유럽 의회의 의원을 지내며 첫 3년동안 부회장이었다.
2021년 5월 27일 자신의 사망에 슐뤼테르는 1970년대 경제적 혼란의 여파로 덴마크의 경제를 안정시키는 목적에 주요 수단으로 지내오면서 덴마크의 매체를 통하여 넓게 인정을 받았다.  오늘날 슐뤼테르에 의하여 집행된 경제적 책임의 경제적 모범은 아직도 유효하고 그의 전체 후임자들에 의하여 유지되었다.

## 다른 모험들
2003년 슐뤼테르는 북유럽 국가들에서 운동의 자유를 흥행하는 데 특별 교섭인으로서 스웨덴의 협력 장관으로 임명되었다.  슐뤼테르는 운동의 개인적 자유를 증가시키고 2003년 10월 북유럽 이사회 정기회에 구체적인 제안을 제시하는 방향들에 대하여 작업을 하였다.
2004년 슐뤼테르는 덴마크의 자유 시장 정책 연구소 "정치학 센터"를 공동으로 창립하였고, 코펜하겐에 있는 앙글테르 호텔에서 열린 그 개회 환영식에서 개회 연설을 하였다.

## 영예

### 국내 영예
- 덴마크 - 단네브로 훈장 최상급 훈공장

### 해외 영예
- 룩셈부르크 - 곡수왕관장 최상급 훈공장
- 스웨덴 - 북극성 왕실 훈장 최상급 훈공장